# Chupadero (Nuevo México)
Chupadero es un lugar designado por el censo ubicado en el condado de Santa Fe en el estado estadounidense de Nuevo México. En el Censo de 2010 tenía una población de 362 habitantes y una densidad poblacional de 77,39 personas por km².

## Geografía
Chupadero se encuentra ubicado en las coordenadas 35°48′52″N 105°55′11″O / 35.81444, -105.91972. Según la Oficina del Censo de los Estados Unidos, Chupadero tiene una superficie total de 4.68 km², de la cual 4.68 km² corresponden a tierra firme y (0%) 0 km² es agua.

## Demografía
Según el censo de 2010, había 362 personas residiendo en Chupadero. La densidad de población era de 77,39 hab./km². De los 362 habitantes, Chupadero estaba compuesto por el 81.77% blancos, el 0% eran afroamericanos, el 1.38% eran amerindios, el 1.66% eran asiáticos, el 0% eran isleños del Pacífico, el 10.22% eran de otras razas y el 4.97% pertenecían a dos o más razas. Del total de la población el 40.88% eran hispanos o latinos de cualquier raza.